# Freitragendes Holzlehrgerüst
Das freitragende Holzlehrgerüst zur Errichtung von Bogenbrücken aus Stahlbeton ist eine Entwicklung der 1960er Jahre. Die Technologie geht auf die Entwicklung einer Grazer Firma, nach einer Idee des Ingenieurs Eusebio Cruciani (Rom), zurück. Die Lehrgerüstkonstruktion für weitgespannte Brückenbögen besteht aus mehreren Einzelteilen, die Fachwerkbögen aus lamellierten Gurten und Diagonalstäben. Auf Cruciani geht auch die Idee zurück, das freitragende Lehrgerüst vor Ort zusammenzubauen. Die fertigen Elemente werden mittels Kran positioniert. Insbesondere die Herstellung des Stahlbetonbogens in Verbund mit dem Lehrgerüst ermöglicht eine starke Reduzierung der Gerüstabmessungen. Manche Konstruktionen ermöglichen es auch, das Gerüst nach Fertigstellung des Stahlbetonbogens für die erste Brückenhälfte abzusenken und um eine Fahrbahnbreite horizontal zu verschieben, um dann wieder zur Herstellung des Stahlbetonbogens für die zweite Brückenhälfte zu dienen.
Entlang der Brenner Autobahn A13 sind mehrere Bogenbrücken mit dem freitragenden Cruciani-Lehrgerüst in den 1960er Jahren entstanden, später auf der Tauernbahn, wie beispielsweise die Falkensteinbrücke oder die Pfaffenbergbrücke.

## Geschichte
Die gesamte Technik wurde bereits mehrmals erfunden und weiterentwickelt. Der Holzbauweise liegt die alte Idee des französischen Holzkonstrukteurs Amand-Rose Emy zugrunde. Schon damals wurden Hallen bis zu 100 m Stützweite mit zwei- und dreigurtigen Fachwerkträgern erstellt. Änderungen gab es in den Details: Der Pressdruck in den Gurten wurde beim Bau der Hallen durch Bolzen und Stahlschellen hergestellt. Im Brückenbau wird diese Aufgabe durch Rundstahlbügel mit Spannschlössern ersetzt. Diese Vorrichtung hat eine Doppelfunktion als Zugdiagonale und zum Zusammenpressen der Bohlenbündel der Gurte.

## Vorteile
- Wirtschaftlichkeit
- Wiederverwendbarkeit von Holz und Verbindungsmittel